# Brody (Radom)
Pour les articles homonymes, voir Brody.
Brody (prononciation : [ˈbrɔdɨ]) est un village polonais de la gmina de Jastrzębia dans le powiat de Radom de la voïvodie de Mazovie dans le centre-est de la Pologne.
Il se situe à environ 8 kilomètres au nord de Jastrzębia (siège de la gmina), 20 kilomètres au nord de Radom (siège du powiat) et à 75 kilomètres au sud de Varsovie (capitale de la Pologne).

## Histoire
De 1975 à 1998, le village appartenait administrativement à la voïvodie de Radom.